# Ichikawa Utaemon

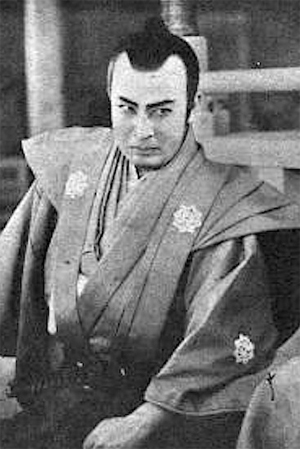
Ichikawa Utaemon

Ichikawa Utaemon (japanisch 市川 右衛門, eigentlich Asai Zenosuke; geboren 25. Februar 1907 in Marugame in der Präfektur Kagawa; gestorben 16. September 1999) war ein japanischer Filmschauspieler, bekannt für seine Rollen in geschichtlichen Dramen.

## Leben und Wirken
Ichikawa Utaemon begann mit sechs Jahren unter Ichikawa Udanji (市川 右團次; 1881–1936) eine Ausbildung zum Kabuki-Schauspieler. Er nannte sich zunächst Ichikawa Uichi (市川 右一). 1925 schloss er sich der Filmfirma „Makino Production“ an und nannte sich nun Ichikawa Utaemon. Sein Film-Debüt hatte er im selben Jahr in „Kurokami jigoku“ (黒髪地獄), etwa „Die Hölle des schwarzen Haares“. Ichikawa spielte in mehr als 350 Filmen mit und wurde so zum Leinwandheld.
Ichikawa, als ehemaliger Kabuki-Schauspieler, bevorzugte Rollen in geschichtlichen Dramen, trat nur selten auf in Filmen, die in der Gegenwart spielen. Ein Beispiel für diesen Filmtyp ist Kurosawas „Jiruba no tetsu“ (ジルバの鉄), etwa „Der Jitterbug tanzende Tetsu“, in dem er die Hauptrolle übernahm.
Ichikawa bleibt vor allem im Zusammenhang mit der Film-Serie „Hatamoto taikutsu otoko“ (旗本退屈男) in Erinnerung. Sie, zu Deutsch „Der sich langweilende Samurai“, wurde von 1930 bis 1963 ausgestrahlt. Mit seinen prachtvollen Kostümen, seiner sichelförmigen Narbe an der Stirn, seiner tänzerischen Bewegung beeindruckte er die Zuschauer. Danach trat er nur noch gelegentlich in Filmen auf.